# Lepturobosca virens
Lepturobosca virens es una especie de insecto coleóptero de la familia Cerambycidae. Estos longicornios se distribuyen por el paleártico de Eurasia.
Miden unos 14-22 mm. Son primaverales a estivales, florícolas.